# Мироненко, Иван Лукич
Иван Лукич Мироненко (23 августа 1911 — 7 мая 1964) — гвардии генерал-майор танковых войск ВС СССР, кандидат военных наук, начальник Краснознамённого военного института физической культуры и спорта имени Ленина в 1959—1960 годах и Ленинградского суворовского военного училища в 1960—1963 годах. В годы Великой Отечественной войны — заместитель командира 111-й танковой бригады, начальник штаба 115-й танковой бригады.

## Ранние годы
Родился 23 августа 1911 года в посёлке Дебальцево Бахмутского уезда Екатеринославской губернии. Украинец. Член ВКП(б) с 1930 года. В РККА с 28 мая 1932 года, призван Московским городским военкоматом. Окончил в 1934 году Горьковскую бронетанковую школу, с ноября 1934 года по 1936 год — командир танкового взвода и танковой роты 2-й механизированной бригады. В 1936—1937 годах — начальник штаба отдельного танкового батальона, в 1937—1939 годах — помощник начальника по технической части военного склада № 474 Приморской группы войск. Лейтенант (февраль 1936), старший лейтенант (17 февраля 1938), старший политрук (4 ноября 1939). Участник советско-финляндской войны 1939—1940 годов, командир батальона 13-го стрелкового полка, окончил в 1941 году Военно-политическую академию.

## Великая Отечественная война
В июне 1941 года Мироненко был зачислен в резерв Юго-Западного фронта, с сентября 1941 года в распоряжении Главного политического управления. В апреле 1942 года назначен военкомом штаба 116-й танковой бригады. Участник сражений на Брянском и Воронежском фронтах, участник Воронежско-Ворошиловградской операции. Батальонный комиссар с 3 июня 1942 года. С сентября 1942 года — начальник штаба 115-й танковой бригады (в звании майора), в том же месяце был контужен. Участник Среднедонской операции в декабре 1942 года и освобождения Донбасса в январе — феврале 1943 года, с марта 1943 года — заместитель командира 115-й танковой бригады, в апреле-мае — временно исполняющий обязанности командира бригады.
В декабре 1942 года при прорыве обороны в районе реки Дон частями Мироненко (он руководил левой подвижной группой танков и противотанковой артиллерии) в районе Цапково были уничтожены около 600 солдат противника, 5 пушек, 12 пулемётов и 3 миномётных батареи, а также захвачены в плен свыше 700 солдат итальянской 5-й пехотной дивизии «Коссерия». Участвовал в боях за Цапково, Ивановку и Первомайск; 19 января 1943 года со своей бригадой захватил Белокуракино, где были взяты в качестве трофеев 2 паровоза и 100 вагонов.
В 1943 году Мироненко окончил курсы усовершенствования офицерского состава при Военной академии бронетанковых и механизированных войск. С сентября того же года — заместитель командира 111-й танковой бригады 25-го танкового корпуса по строевой части, с декабря — исполняющий должность начальника штаба бригады. Подполковник (с 1 июля 1943). В ноябре 1943 года участвовал в Киевской оборонительной, Житомирско-Бердичевской и Ровно-Луцкой наступательных операциях. В июле 1944 года участвовал во Львовско-Сандомирской операции в составе конно-механизированной группы генерал-лейтенанта В. К. Баранова. Участник боёв за Омельяновку и Луцк 26 февраля 1944 года, 7 марта лично командовал танковой атакой в районе селений Суходолье и Радомышль (уничтожен 695-й пехотный полк вермахта, 300 человек пленены), в ходе боя получил ожог лица 15 марта 1944 года.
Со 2 августа 1944 года — полковник, участвовал с бригадой в освобождении Владимира-Волынского, Равы-Русской, Краковца и других населённых пунктов. С 16 октября 1944 года — исполняющий должность командира 111-й Новоград-Волынской танковой бригады, в составе 38-й армии участвовал в Карпатско-Дуклинской операции. С 12 ноября бригада находилась в резерве 1-го Украинского фронта, с 11 января 1945 года в составе 3-й гвардейской армии, участвовала в Сандомирско-Силезской и Нижнесилезской операциях, пройдя свыше 1000 км с боями, а также в Берлинской и Пражской операциях. Всего 111-й бригадой были уничтожены 5710 солдат и офицеров немецких войск и их союзников, а также огромное количество вражеской техники и снаряжения; в плен захвачено 477 человек.

## После войны
После войны полковник Мироненко командовал бригадой в Центральной группе войск. С 4 ноября 1945 года — начальник штаба 25-й танковой дивизии, с 13 марта 1946 года — командир 83-го гвардейского тяжёлого танко-самоходного полка, с 31 марта 1947 года — заместитель командира 25-го кадрового танкового полка ГСВГ, с 4 октября 1947 года — командир 39-го гвардейского механизированного полка (11-я гвардейская механизированная дивизия), с 30 декабря 1949 года — начальник штаба 11-й гвардейской механизированной дивизии Прикарпатского военного округа.
С 18 декабря 1951 по 10 ноября 1953 года был слушателем Высшей военной академии имени К. Е. Ворошилова, 18 ноября того же года был назначен преподавателем кафедры оперативной подготовки и кафедры тактики высших соединений Военной академии бронетанковых войск. С 12 июня 1954 года по 10 ноября 1956 года — командир 37-й гвардейской механизированной дивизии, 8 августа 1955 года произведён в генерал-майоры. 10 ноября 1956 года был назначен командиром 30-го гвардейского стрелкового корпуса, с 30 мая 1959 года — начальник Краснознамённого военного института физической культуры и спорта имени В. И. Ленина. С 27 сентября 1960 по 3 июля 1963 года — начальник Ленинградского суворовского военного училища.
3 июля 1963 года уволен по болезни. Кандидат военных наук (25 февраля 1957).
Умер 7 мая 1964 года в Ленинграде. Похоронен на Богословском кладбище (Санкт-Петербург).

## Награды
- Орден Красного Знамени:
  - 2 апреля 1943[5][d] — за образцовое выполнение боевых заданий Командования на фронте борьбы с немецкими захватчиками и проявленные при этом доблесть и мужество[5]
  - 15 июня 1944 — за образцовое выполнение боевых заданий Командования на фронте борьбы с немецкими захватчиками и проявленные при этом доблесть и мужество[7]
  - 22 августа 1944 — за образцовое выполнение боевых заданий Командования на фронте борьбы с немецкими захватчиками и проявленные при этом доблесть и мужество[4]
  - 5 ноября 1954[10]
- Орден Богдана Хмельницкого II степени (6 апреля 1945) — за умелое и мужественное руководство боевыми операциями и за достигнутые в результате этих операций успехи в боях с немецко-фашистскими захватчиками[6]
- Орден Отечественной войны I степени (31 января 1944) — за образцовое выполнение боевых заданий Командования на фронте борьбы с немецкими захватчиками и проявленные при этом доблесть и мужество[9]
- Орден Красной Звезды (20 июня 1949) — за долголетнюю и безупречную службу в Вооружённых Силах Союза ССР[11]
- Медаль «За боевые заслуги» (3 ноября 1944) — за долголетнюю и безупречную службу в Красной Армии[6][12][13]
- Медаль «За победу над Германией в Великой Отечественной войне 1941—1945 гг.» (вручена 17 июля 1945[14])
- Медаль «За взятие Берлина»[15]

## Комментарии
1. ↑  По другим данным — 21 июля 1941 года[6]
2. ↑  В документах — «Кессария»[5]
3. ↑  По другим данным — 17 марта 1944 года[6]
4. ↑  По другим данным — 4 апреля 1943[9]